# محمد نهاوندیان
محمد نهاوندیان (تولد ۱۵ اسفند ۱۳۳۳ شمسی تهران) سیاستمدار، مدرس دانشگاه و اقتصاددان ایرانی است.
وی در دولت یازدهم رئیس دفتر رئیس‌جمهور و سرپرست نهاد ریاست جمهوری بود و در فاصله سال‌های ۱۳۸۶ تا ۱۳۹۲ ریاست اتاق بازرگانی ایران را برعهده داشت.
وی همچنین در دولت دوازدهم معاونت اقتصادی رئیس‌جمهور را به‌عهده داشت و دبیر شورای عالی هماهنگی اقتصادی سران قوا از سال ۱۳۹۷ تا ۱۴۰۰ از دیگر مسئولیت‌های وی بود.
نهاوندیان دانش‌آموخته کارشناسی اقتصاد از دانشگاه تهران و کارشناسی ارشد و دکتری اقتصاد از دانشگاه جرج واشینگتن است. وی فعالیت سیاسی خود را از سال ۱۳۵۹ در جایگاه مشاور وزیر بازرگانی آغاز نمود، از سال ۱۳۶۰ تا ۱۳۶۱ معاون هماهنگی و امور مجلس وزیر بازرگانی بود و در دو بازه زمانی از ۱۳۶۱ تا ۱۳۶۲، سپس از ۱۳۷۲ تا ۱۳۷۶ معاونت طرح و برنامه وزارت بازرگانی را برعهده داشت و از ۱۳۷۶ تا ۱۳۷۷ نیز معاون برنامه‌ریزی و اطلاع‌رسانی وزیر بازرگانی بود. وی از سال ۱۳۸۴ تا ۱۳۸۶ معاونت دبیر شورای عالی امنیت ملی را برعهده داشت.

## زندگی‌نامه
محمد نهاوندیان در تاریخ ۱۵ اسفند سال ۱۳۳۳، در تهران متولد شد. نیای بزرگش در قرن گذشته از نهاوند به زنجان کوچ و در آنجا ازدواج کرده بود. پدرش جعفر نهاوندیان در سال‌های جنگ جهانی دوم، به تهران رفت و کارمند و مدیر شرکت صنعتی جهان موتور بود. از خدمات اجتماعی او، مشارکت در تأسیس درمانگاه علوی در خیابان ابوسعید و حسینیه زنجانی‌ها در خیابان شیخ هادی، تهران بود.
محمد نهاوندیان تا سال پنجم دبستان را در مدرسه جعفری در گذر وزیر دفتر تهران درس خواند، که در آن ایام، مدرسه شماره یک جامعه تعلیمات اسلامی بود. سپس در کلاس ششم به مدرسه علوی رفت و دوره دبیرستان را با رتبه عالی به پایان رساند. «شرح ابن عقیل» را با شوشتری، علم الحدیث را نزد علامه نوری و برخی دروس فقه را با مطهری گذراند. در دوران دانشجویی، به مطهری نزدیک شد و در جلسات «فلسفه تاریخ» وی شرکت می‌کرد. نهاوندیان در سال ۱۳۵۱ به عنوان شاگرد اول ورودی دانشکده اقتصاد، وارد دانشگاه تهران شد. به اقتصاد اسلامی علاقه‌مند شد. دانشجوی جوان در اواخر سال ۱۳۵۳ با دکتر مشکات، رئیس دانشکده اقتصاد تهران مذاکره کرد، تا جلسات «درس اقتصاد اسلامی» در دانشکده برگزار شود. شورای تحقیقات اقتصاد اسلامی را با حضور مطهری و همکاری معدودی از استادان اقتصاد، پایه‌گذاری کرد و در جلسه نقد و بررسی کاپیتال مارکس با بهشتی در ارتباط قرار گرفت و در دوره دانشجویی، در فعالیت‌های گوناگون سیاسی و جلسات مذهبی آن زمان حضور داشت که تأسیس کتابکده و انتشار نشریه دانشجویی آذرخش در دانشکده اقتصاد (که به سبب مقاله نهضت تنباکوی او توقیف شد) از آن جمله بود.
در این جلسات نهاوندیان با سران آینده نظام جمهوری اسلامی نظیر بهشتی، باهنر، استاد جعفری، دکتر نمازی و صالح خو آشنا شد و حتی آشنایی اش به آیت‌الله مفتح و سید علی خامنه‌ای نیز رسید. محمد نهاوندیان بعد از پایان دوره لیسانس، به تحصیل هم‌زمان فوق‌لیسانس در دو رشته «برنامه‌ریزی شهری و منطقه‌ای» دانشگاه ملی و اقتصاد دانشگاه تهران پرداخت. با اوج‌گیری انقلاب، تحصیل را رها کرد و به فعالین انقلاب اسلامی پیوست.

## بعد از انقلاب
مطهری بعد از بهمن‌ماه ۵۷، با توجه به نیاز دولت نوپای اسلامی، از نهاوندیان خواست جلسات اقتصاد اسلامی را که به سبب فعالیت‌های دوره انقلاب متوقف شده بود مجدداً راه اندازی کند. نهاوندیان بعد از پیروزی انقلاب و درگذشت مطهری، به صدا و سیما رفت. اما اختلاف عقیده او با صادق قطب‌زاده، نگذاشت این همکاری طولانی باشد. دکتر صدر وزیر بازرگانی دولت موقت او را به وزارتخانه برد تا مدیریت روابط عمومی را بر عهده گیرد. با آغاز جنگ ایران و عراق، به جبهه رفت و با حکم رجایی به عنوان نماینده نخست‌وزیر در بندرها و گمرکات جنوب، کار تخلیه و انتقال کالاهای بیش از یکصد کشتی معطل مانده و انبارهای زیر آتش گمرک بندر امام خمینی به داخل کشور را سامان داد. او در دولت رجایی و باهنر به معاونت هماهنگی وزارت بازرگانی و سپس معاونت طرح و برنامه همان وزارتخانه منصوب شد. سپس برای ادامه تحصیلات حوزوی عازم قم شد و تا سال ۱۳۶۴ در قم به تحصیل و تحقیق پرداخت. }}!؟

### در ایالات متحد آمریکا
نهاوندیان که دوره فوق‌لیسانس اش را هنگام اوج‌گیری انقلاب، نیمه‌کاره رها کرده بود؛ بعد از یک وقفه هفت ساله، رهسپار آمریکا شد. در دانشگاه جرج واشینگتن فوق‌لیسانس اقتصاد خود را پی گرفت. با درخشش تحصیلی موفق به دریافت بورس تحصیلی از دانشگاه جورج واشینگتن برای ادامه تحصیل در مقطع دکتری گردید و هم‌زمان به تدریس در دانشگاه پرداخت. }}!؟
نهاوندیان، با همکاری عده‌ای از استادان مسلمان، مرکز اطلاعات و تحقیقات اسلامی را در واشینگتن تأسیس کرد. این مرکز، علاوه بر فعالیت فرهنگی و ارتباط با دانشگاه‌ها و مراکز تحقیقاتی و آموزشی نیز در ارتباط بود. منبع!؟
دبیرخانه شورایی شد به نام شورای همکاری اسلامی که ارتباط چهل مرکز اسلامی آمریکا را ساماندهی می‌کرد و به‌طور منظم در ایالتهای مختلف تشکیل جلسه می‌داد. در جریان فعالیت‌های اسلامی این مرکز، نهاوندیان با سیستم اجتماعی و فرهنگی آمریکا و پیچیدگی‌های کار رسانه‌ای در آمریکا از نزدیک آشنا شد. از مهم‌ترین فعالیت‌های این مرکز – که از حمایت و اجازه مالی مراجع تقلید برخوردار بود- نقش آفرینی در فشار بر سیاست گزاران آمریکایی برای مقابله با فاجعه کشتار مسلمانان بوسنی بود. نهاوندیان بعد از ۸ سال تحصیل و کار در آمریکا و اخذ درجه فوق لیسانس و دکترا در سال ۱۳۷۲ به ایران بازگشت. }}!؟

### در ایران
نهاوندیان بلافاصله پس از بازگشت به تصدی معاونت طرح و برنامه وزارت بازرگانی در دولت هاشمی رفسنجانی دعوت شد و با طرح موضوع الحاق ایران به سازمان جهانی تجارت در دولت، به سمت نماینده تام‌الاختیار تجاری رئیس‌جمهور منصوب شد. با انتخاب سید محمد خاتمی به ریاست جمهوری، نهاوندیان معاون برنامه‌ریزی و اطلاع‌رسانی وزارت بازرگانی و سرپرست مؤسسه مطالعات و پژوهشهای بازرگانی شد و تا سال ۱۳۸۰ در همان سمت ماند. در این دوره، او طراحی و اجرای نوسازی نظام تجاری ایران را پی گرفت. راه اندازی و تصویب قانون تجارت الکترونیکی در ایران، راه اندازی بارکد در ایران و عضویت ایران در سازمان بین‌المللی EAN، آموزش و تربیت مذاکره کنندگان سازمان جهانی تجارت، راه اندازی نقطه تجاری ایران و شبکه آگاهگر بازرگانی در همکاری با آنکتاد، بخشی از اقدامات او برای این نوسازی بود. }}!؟
نهاوندیان از سال ۱۳۷۹ در سازمان صدا و سیما، شورای اقتصادی سازمان را راه اندازی کرد که هدف ترویج و توسعه فرهنگ اقتصاد عمومی را دنبال می‌کرد و تولید برنامه‌های جدید اقتصادی را در دستور شبکه‌های مختلف قرار داد. خود نیز با حضور و اداره برنامه تلویزیونی «عیار»، شکل نوینی از نقد و ارزیابی موضوعات و سیاست‌های اقتصادی را ارائه کرد. نهاوندیان تا سال ۱۳۸۳ ریاست این شورا را به عهده داشت. }}!؟
در سال ۱۳۸۲ سید محمد خاتمی، با پیشنهاد نهاوندیان برای تأسیس «مرکز ملی مطالعات جهانی شدن» موافقت و او را به سمت مشاور رئیس‌جمهور و رئیس این مرکز منصوب کرد که در سال ۱۳۸۶ با استعفای نهاوندیان از سمت مشاور احمدی‌نژاد پایان یافت.

## اتاق بازرگانی
در بهمن سال ۱۳۸۴، نهاوندیان به ریاست اتاق بازرگانی تهران انتخاب شد. در خرداد ۱۳۸۶ به ریاست اتاق بازرگانی و صنایع و معادن ایران منصوب گردید. نهاوندیان وضعیت مالی اتاق را به حاشیه کشاند. در بخشی طولانی از دوره ریاست او، در دولت احمدی‌نژاد، اتاق حسابرسی شفافی ارائه نکرد. نهاوندیان با انتخاب رؤسای اتاقهای جهان، به عضویت در هیئت اجرائی فدراسیون اتاقهای جهان انتخاب شد. وقتی در سال ۱۳۹۲ او اتاق را به سوی دفتر جدیدش در پاستور ترک می‌کرد، اتاق یک بازیگر و مهره فعال نظام در تعامل با قوای سه‌گانه و موسسات اقتصاد جهانی شده بود.

## معاون دبیر شورای عالی امنیت ملی
از گرین کارت محمد نهاوندیان رئیس دفتر رئیس‌جمهور برای اولین بار در سال ۱۳۸۵ صحبت شد. جایی که او در کسوت مشاور ارشد علی لاریجانی، دبیر وقت شورای عالی امنیت ملی به آمریکا سفر کرد و روزنامه واشینگتن تایمز و سپس فایننشال تایمز در گزارشی در سال ۲۰۰۶ (۸۵) فاش کرد که او در مقام معاون دبیر شورای عالی امنیت ملی ایران، با بهره‌گیری از مجوز قدیمیِ اقامت خود در ایالات‌متحده که در زمان تحصیل و با درخواست یکی از موسسات فرهنگی اسلامی در آمریکا کسب کرده بود، به این کشور سفر کرده و با تعدادی از مقام‌های سیاسی و دیپلماتیک آمریکا دیدار کرده است.
این گزارش اضافه می‌کرد که نهاوندیان از سال ۱۹۹۳ دارای این مجوز بوده است. نهاوندیان در آن هنگام آخرین سال تحصیل خود در دانشگاه جرج واشینگتن در رشته اقتصاد را می‌گذراند. پس از افشای این خبر، مقام‌های رسمی در اداره امنیت ملی آمریکا به روزنامه «واشینگتن تایمز» گفتند که آقای نهاوندیان، با کارت سبز معتبر و قانونی وارد این کشور شده بود و مسئولان مهاجرتی نمی‌توانسته‌اند مانع ورود او به ایالات متحده شوند.
سفر نهاوندیان به آمریکا در سال ۹۲ در شرایطی انجام گرفت که اعلام شده بود مذاکرات ایران و آمریکا بر سر عراق انجام می‌شود و برخی معتقد بودند که مقامات ارشد ایران نهاوندیان را برای لابی گری در مورد پرونده هسته‌ای ایران به آمریکا فرستاده‌اند.
در آن زمان علی لاریجانی دربارهٔ سفر مشاور خود به آمریکا توضیح داد که «از آنجایی که آمریکا به دیپلمات‌های ایرانی ویزا نمی‌دهد، ما از سفر محمد نهاوندیان به آمریکا استفاده کردیم تا مطالب مورد نظر خود را به محمدجواد ظریف نماینده ایران در سازمان ملل منتقل کنیم.» هاشمی رفسنجانی سفر نهاوندیان را در رابطه با دعوت برای سخنرانی در کنفرانس برشمرد.
در آن زمان کاندولیزا رایس، وزیر خارجه وقت آمریکا وقتی در مقابل پرسش‌هایی دربارهٔ حضور محمد نهاوندیان در واشینگتن قرار گرفت از نهاوندیان به عنوان یک دیپلمات بلندپایه یاد کرد و گفت که دولت متبوعش تلاش خواهد کرد به پایه‌های حقوقی این مسئله پی ببرد و اقدام مناسب را انجام دهد. وی اعطای گرین کارت به محمد نهاوندیان را نگران‌کننده دانست و گفت: «هنگامی که از این سفر آگاه شدیم، بسیار نگران شدیم. مجوز اقامت نهاوندیان در آمریکا باطل خواهد شد و ما در مورد علت اقامت وی در آمریکا و مبنای قانونی آن بررسی و سپس تدابیر مناسب را اتخاذ خواهیم کرد. هنگامی که مطبوعات حضور این مقام ایرانی را در آمریکا خبر دادند دولت آمریکا غافلگیر شد. این امر زیر پا گذاشتن قوانین است. این مسئله تنها به شهروندان کشوری که با آمریکا رابطه دیپلماتیک ندارد مربوط نیست بلکه فراتر از این مسئله است که وی یک دیپلمات بلندپایه است و اینک در آمریکا حضور دارد .»
نهاوندیان پس از آن دیگر به آمریکا بازنگشت. با توجه به مدت اعتبار ده ساله این کارت، گرین کارت او اگر هم توسط دولت آمریکا باطل نشده باشد حتماً منقضی و غیرقابل استفاده شده است. با آغاز کار دولت یازدهم، سفرهای او به نیویورک برای شرکت در مجمع عمومی سازمان ملل به همراه حسن روحانی، با دریافت ویزای دیپلماتیک بوده است.

## دولت یازدهم
حسن روحانی در نخستین انتصاب خود در دولت یازدهم، محمد نهاوندیان رئیس اتاق بازرگانی و صنایع و معادن و کشاورزی ایران را به عنوان رئیس دفتر و سرپرست نهاد ریاست جمهوری منصوب کرد. پس از گذشت چند ماه، با اصرار نهاوندیان، هیئت نمایندگان اتاق ایران با استعفای او موافقت کرد.
نقش نهاوندیان در دولت روحانی، کلیدی بوده است. او علاوه بر ارائه مشاوره‌های سیاستگذاری، هماهنگی ارتباطات بین دولت و نهادهای دیگر و استفاده از مشاوره‌های مردمی و تشکل‌های تخصصی و نخبگان را سامان داده است. به گمان برخی از آگاهان، گرمی مناسبات دولت با مراجع و دانشگاهیان در این دوره بی‌سابقه بوده است.

## دولت دوازدهم
وی در دولت دوازدهم به عنوان معاون اقتصادی رئیس‌جمهور دوازدهم فعالیت می‌کرد. به گفته اسحاق جهانگیری، در سال ۱۳۹۷ و بعد از خروج دولت آمریکا از برجام در جلسه‌ای با حضور تیم اقتصادی دولت به‌خصوص محمد نهاوندیان، مسعود نیلی و ولی‌الله سیف تصمیم به قیمت دستوری ۴۲۰۰ تومانی برای دلار در ایران برای مدت محدود (۳ یا ۶ ماه) گرفته شد که بعدها این قیمت توسط اسحاق جهانگیری اعلام رسمی شد.

## تدریس
نهاوندیان علاقه خاصی به معلمی دارد. او تقریباً از روز اخذ دیپلم تا سال ۱۳۸۹ در کنار سایر فعالیت‌هایش، همیشه تدریس را در برنامه داشته. او ابتدا در دبستان امیر در کرج و سپس در دبستان و مدرسه راهنمائی نیکان به تعلیم و تربیت پرداخت و در سال ۱۳۵۶ تدریس در مدرسه عالی ساختمان را شروع کرد. هم‌زمان با تحصیل در آمریکا، به عنوان دستیار استاد، تدریس «اقتصادعمومی»، «اقتصاد خرد»، «سازماندهی صنعتی» و «اقتصاد بین‌الملل» را برای دانشجویان دانشگاه جرج واشینگتن بر عهده داشت.
او در دانشگاه تهران، درس‌های «اقتصاد انرژی» و «برنامه‌ریزی توسعه» را برای دوره کارشناسی ارشد دانشکده اقتصاد، و همچنین درس «اقتصاد آمریکا» را برای کارشناسی ارشد دانشکده مطالعات جهان، تدریس کرده است.
در پژوهشگاه علوم انسانی و مطالعات فرهنگی، تدریس دروس «تجارت بین‌الملل» و «سازماندهی صنعتی» و «اقتصاد بین‌الملل و مقررات سازمانی جهانی تجارت» و همچنین دوره آمادگی مذاکرات WTO را برعهده داشته است.
نهاوندیان همچنین سابقه تدریس در دانشگاه تربیت مدرس، دانشکده روابط بین‌الملل، دانشگاه امام صادق و دانشگاه فردوسی مشهد را در کارنامه دارد.

## راهنمایی و مشاوره تحقیق
نهاوندیان استاد راهنما و مشاور برای ده‌ها رساله دکتری و کارشناسی ارشد، دانشگاه تهران، دانشگاه تربیت مدرس، دانشگاه عالی دفاع ملی، دانشگاه امام صادق، دانشگاه علوم اسلامی لندن و دانشگاه آزاد اسلامی بوده است.
برخی از رساله‌های دکترای تحت نظر او عناوین ذیل را داراست:
- راهنمای راهبرد تجاری منطقه‌ای جمهوری اسلامی ایران با رویکرد تعامل توسعه و امنیت ملی
- اخلاق جهانی از دیدگاه اسلام
- طراحی مدل استراتژیک بازارگرایی بانک‌های تجاری ایران
- تدوین استراتژی توسعه صنعت آلومینیوم کشور با رویکرد کاهش وابستگی

## تحصیلات دانشگاهی
- دانشگاه جرج واشینگتن، دکتری تخصصی اقتصاد (۱۳۷۲)
- دانشگاه جرج واشینگتن، کارشناسی ارشد اقتصاد (۱۳۶۶)
- دانشکدهٔ مطالعات مدیریت هاروارد (واقع در پل مدیریت تهران قبل از سال ۱۳۵۷)، کارشناسی ارشد برنامه‌ریزی شهری، (۱۳۵۶ شروع به تحصیل نمود ولی با وقوع انقلاب نیمه کاره رها شد)
- دانشگاه تهران، کارشناسی اقتصاد (۱۳۵۶)

## فعالیت‌های دانشگاهی
- پژوهشگاه علوم انسانی و مطالعات فرهنگی، ۸۹–۱۳۸۷، تدریس درس «تجارت بین‌الملل» و «سازماندهی صنعتی»، کارشناسی ارشد
- دانشگاه تهران، دانشکده مطالعات جهان، ۱۳۸۷ تاکنون، تدریس درس «اقتصاد آمریکا»، کارشناسی ارشد
- دانشکده تربیت مدرس، ۸۴–۱۳۸۲، تدریس درس «مدیریت صادرات و واردات»، کارشناسی
- دانشکده روابط بین‌الملل، ۸۴–۱۳۸۲، تدریس درس «جهانی شدن»، کارشناسی ارشد
- مرکز آموزش مدیریت دولتی، تدریس درس «مدیریت صادرات و واردات»، کارشناسی ارشد
- پژوهشگاه علوم انسانی و مطالعات فرهنگی، مأمور- مدرس، ۷۷–۱۳۷۶
- دانشگاه فردوسی، ۷۷–۱۳۷۶، تدریس درس «مدیریت صادرات و واردات» و «سمینار اقتصاد خرد»، کارشناسی ارشد
- مؤسسه مطالعات پژوهش‌های بازرگانی، ۷۷–۱۳۷۵، تدریس درس «اقتصاد بین‌الملل و مقررات سازمانی جهانی تجارت» دوره آمادگی مذاکرات WTO
- دانشگاه امام صادق، ۷۵–۱۳۷۴، تدریس درس «اقتصاد بین‌الملل»، کارشناسی ارشد
- دانشگاه تهران، دانشکده اقتصاد، ۷۵–۱۳۷۴، تدریس درس‌های «اقتصاد انرژی» و «برنامه‌ریزی توسعه»، کارشناسی ارشد
- دانشگاه جرج واشینگتن آمریکا، ۷۲–۱۳۷۰، تدریس درس‌های «اقتصاد خرد»، «سازماندهی صنعتی»، «اقتصاد بین‌الملل»، کارشناسی ارشد
- دانشگاه جرج واشینگتن آمریکا، دستیار استاد، ۷۰–۱۳۶۶، تدریس درس «اقتصاد عمومی»
- مدرسه عالی ساختمان، مربی، ۱۳۵۸، تدریس درس «اقتصاد مهندسی»

## سوابق اجرایی
نهاوندیان را از لحاظ سیاسی نمی‌توان عضو وابسته هیچ‌یک از جریانات متداول دانست. علی‌رغم حضور فعال در صحنه‌های سیاسی، هرگز عضو هیچ حزب و سازمان سیاسی نبوده است. فردی میانه‌رو است که سابقه همکاری با معتدلین جناح‌های مختلف را در کارنامه دارد. در دولت‌های موسوی، هاشمی و خاتمی معاون وزیر و مشاور رئیس‌جمهور بوده و در دولت روحانی، مسئولیت رئیس دفتر رئیس‌جمهور و سرپرست نهاد ریاست جمهوری را پذیرفت. در دولت احمدی‌نژاد بدون هماهنگی، او را به سمت دبیرکل بورس اوراق بهادار برگزیدند. اما از قبول سمت عذر خواست و سمت ریاست اتاق بازرگانی، صنایع، معادن و کشاورزی را که سمتی غیردولتی بود، ترجیح داد.
نهاوندیان مشهورترین رئیس اتاق ایران پس از انقلاب است. ریاست اتاق بازرگانی، صنایع، معادن و کشاورزی تهران و ایران - معاونت اقتصادی شورای عالی امنیت ملی - عضو ستاد ویژه اجرای اصل ۴۴ قانون اساسی –نماینده تام‌الاختیار رئیس‌جمهور در سازمان تجارت جهانی (در دوره هاشمی و خاتمی)- معاون طرح و برنامه وزارت بازرگانی و مشاور رئیس‌جمهور و ریاست مرکز ملی مطالعات جهانی شدن از دیگر سمت‌های اوست. او فارغ‌التحصیل مدرسه علوی و دارای دکترای اقتصاد از آمریکا و همچنین تحصیلات حوزوی است.
دکتر نهاوندیان در کمک به مذاکرات برجام، تیم اقتصادی متشکل از مدیران دولتی و بانکی، حقوقدانان مجرب در حوزه صنعت و کسب و کار و مسئولان اتاقهای بازرگانی را تشکیل داد. این تیم مهم‌ترین تیم پشتیبان مذاکرات سیاسی بود.
- معاون اقتصادی رئیس‌جمهور ۱۳۹۶ تا ۱۴۰۰
- رئیس دفتر ریاست جمهور و سرپرست نهاد ریاست جمهوری ۱۳۹۲ تا ۱۳۹۶
- رئیس اتاق ایران ۱۳۸۶ تا ۱۳۹۲
- رئیس اتاق بازرگانی و صنایع اکو ۱۳۸۹ تا ۱۳۹۲
- عضو هیئت اجرایی فدراسیون اتاق‌های جهان ۱۳۸۹ تا ۱۳۹۲
- رئیس اتاق تهران ۱۳۸۴ تا ۱۳۸۶
- عضو شورای پول و اعتبار، ۱۳۸۵ تا سال ۱۳۹۲
- عضو هیئت امنای دانشگاه صنعتی خواجه نصیرالدین طوسی، از سال ۱۳۸۴ تا ۱۳۸۸
- معاون اقتصاد و فناوری دبیر شورای عالی امنیت ملی، شهریور ۱۳۸۴ تا دی ماه ۱۳۸۶
- رئیس کمیسیون سازمان جهانی تجارت اتاق بازرگانی و صنایع و معادن ایران، ۱۳۸۴ تا ۱۳۸۶
- مشاور رئیس‌جمهور و رئیس مرکز ملی مطالعات جهانی شدن، ۱۳۸۲ تا دی ماه ۱۳۸۶
- معاون پژوهشی پژوهشگاه علوم انسانی و مطالعات فرهنگی، از ۱۳۸۲ تا ۱۳۸۳
- رئیس کمیسیون اقتصاد، بانک و بیمه اتاق بازرگانی و صنایع و معادن ایران، ۱۳۸۲ تا ۱۳۸۶
- نایب رئیس اتاق بازرگانی و صنایع و معادن ایران، ۱۳۸۲
- مشاور مرکز تحقیقات استراتژیک، ۱۳۸۰ تا ۱۳۸۸
- معاون برنامه‌ریزی و اطلاع‌رسانی وزارت بازرگانی، ۱۳۷۶–۱۳۷۷
- نماینده تام‌الاختیار تجاری دولت، ۱۳۷۵ – ۱۳۷۷
- عضو شورای مشاورین اقتصادی رئیس‌جمهور، ۱۳۷۴–۱۳۷۶
- نایب رئیس اتاق بازرگانی و صنایع و معادن ایران، ۱۳۷۴ تا ۱۳۷۷
- سرپرست مؤسسه مطالعات و پژوهش‌های بازرگانی، ۱۳۷۳ – ۱۳۷۷
- معاون طرح و برنامه وزارت بازرگانی، ۱۳۷۲ – ۱۳۷۶
- معاون طرح و برنامه وزارت بازرگانی، ۱۳۶۱ – ۱۳۶۲
- عضو شورای پول و اعتبار، ۱۳۶۱ – ۱۳۶۲
- معاون هماهنگی و امور مجلس وزارت بازرگانی، ۱۳۶۰ – ۱۳۶۱
- مشاور وزیر بازرگانی، ۱۳۵۹–۱۳۶۰
- نماینده رجایی در بندرها و گمرکات جنوب، ۱۳۵۹–۱۳۶۰

## آثار و تالیفات
- کتاب قیام تنباکو، ۱۳۶۶
- کتاب افق‌ها و عبرت‌ها، مؤسسه مطالعات و پژوهش‌های بازرگانی، ۱۳۷۸
- متن پیشنهادی سیاست‌های کلی جمهوری اسلامی ایران در خصوص جهانی شدن، مرکز ملی مطالعات جهانی شدن، زمستان ۱۳۸۶
- کتابشناسی اخلاق کسب و کار، مرکز ملی مطالعات جهانی شدن، بهمن ۱۳۸۵
- گفتارهایی در باب جهانی شدن، مرکز ملی مطالعات جهانی شدن، دی ۱۳۸۵
- کتابشناسی سازمان جهانی تجارت، مرکز ملی مطالعات جهانی شدن، دی ۱۳۸۵
- کتابشناسی جهانی شدن، مرکز ملی مطالعات جهانی شدن، دی ۱۳۸۵
- «ما و جهانی شدن، پیش طرح شناخت و سیاستگذاری»، مرکز ملی مطالعات جهانی شدن، (ویرایش دوم آذر ۱۳۸۵)
- رسانه و اقتصاد، سازمان صدا و سیما، ۱۳۸۲
- «امنیت ملی و نظام اقتصادی ایران» مرکز تحقیقات استراتژیک، دکتر حسن روحانی، همکاری دکتر نهاوندیان، محمدباقر نوبخت، مهندس *محمدحسین ملایری، مهندس اکبر مژگان
- مشارکت در تحقیق:

Economic Analysis of Natural Disasters in “U.s” , George Washington University,1989
Pricing of Natural Gas in International Market, An Elasticity Analysis, George Washington University,1992
نهاوندیان در دوره نمایندگی تام‌الاختیار تجاری دولت ایران و بعدها ریاست اتاق ایران، فعالیت بین‌المللی گسترده‌ای برای گشایش فضای تجارت بین‌الملل و کاهش فشارهای تحریمی، به عمل آورد. حضور پر رنگ او در اجلاسهای بین‌المللی و سخنرانی‌هایش، اولین نمایش بین‌المللی بخش خصوصی کشور در سال‌های بعد از انقلاب بود. نگاهی به سر فصل‌های برخی از مهم‌ترین این سخنرانی‌ها، جالب توجه است.
- اجلاس کران مونتانا، تیرانا، آلبانی، فروردین ۱۳۸۸
- اجلاس مجمع اقتصاد جهانی (WEF)، بحرالمیت، اردن، اردیبهشت ۱۳۸۸
- اجلاس یورو چمبرز، بروکسل، اردیبهشت ۱۳۸۷
- بحران مالی جهانی، پیامدها و راهکارها، اجلاس سراسری اتاق بازرگانی بین‌المللی در بروکسل، آبانماه ۱۳۸۷
- سمپوزیوم بین‌المللی دولت و توسعه تجارت الکترونیکی، سازمان بهره‌وری آسیایی، ۱۳۸۲.
- سمپوزیوم سی فاکت (c-fact)، سوئیس، ژنو، ۱۳۷۷
- اجلاس کران مونتانا، موناکو، ۱۳۷۶
- اتاق بازرگانی و صنایع انگلستان (CBI)، لندن، ۱۳۷۵
- اجلاس تجارت جهانی، سوئیس، ژنو، ۱۳۷۵

در دوران حضور او در دولت یازدهم حضور او و جواد ظریف در میزگردهای تخصصی مجمع جهانی اقتصاد (داووس) و مصاحبه‌هایش با رسانه‌های جهانی، چشمگیر بود.